# Opera Krakowska

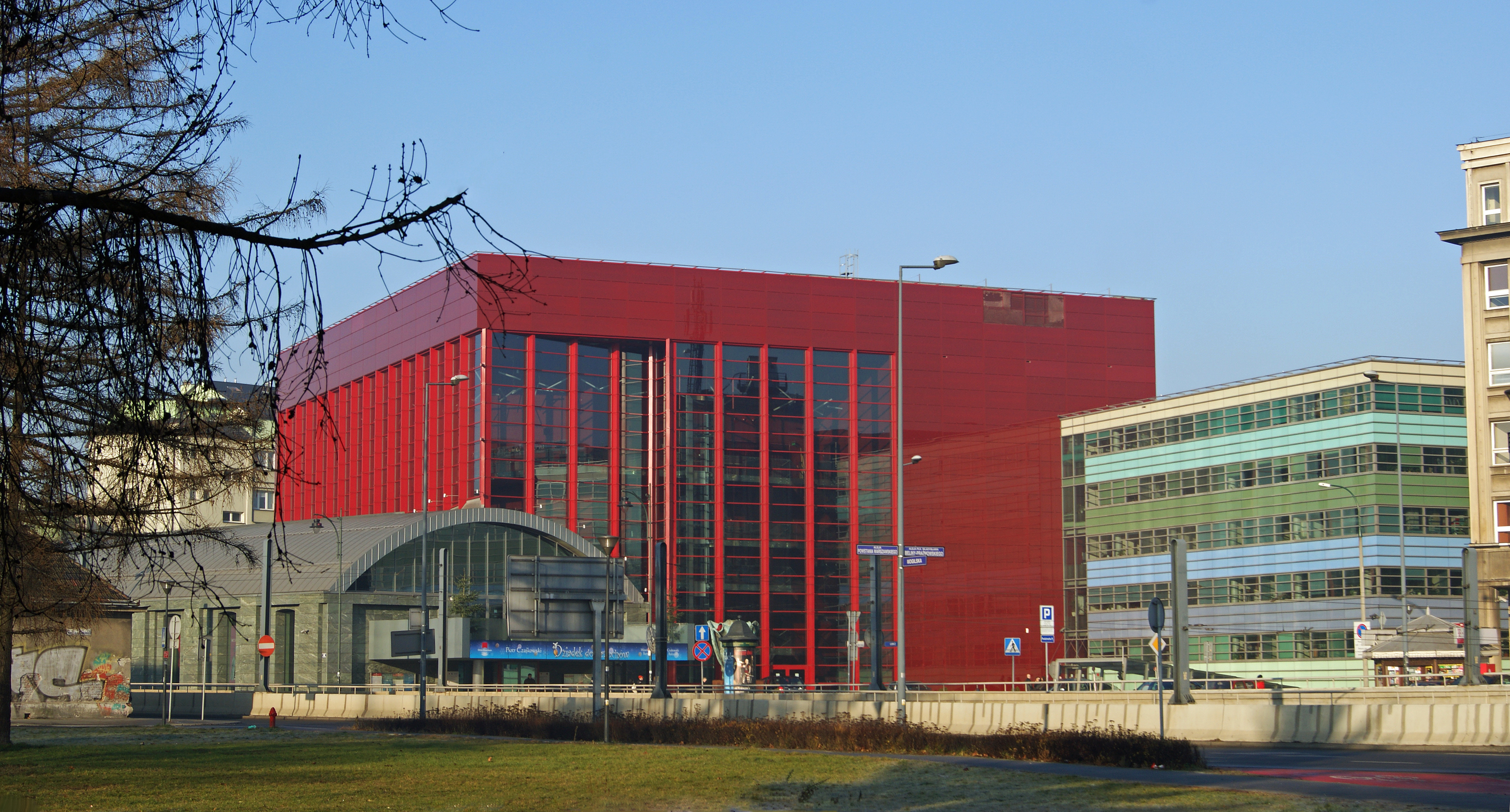
Opera Krakowska, 2008

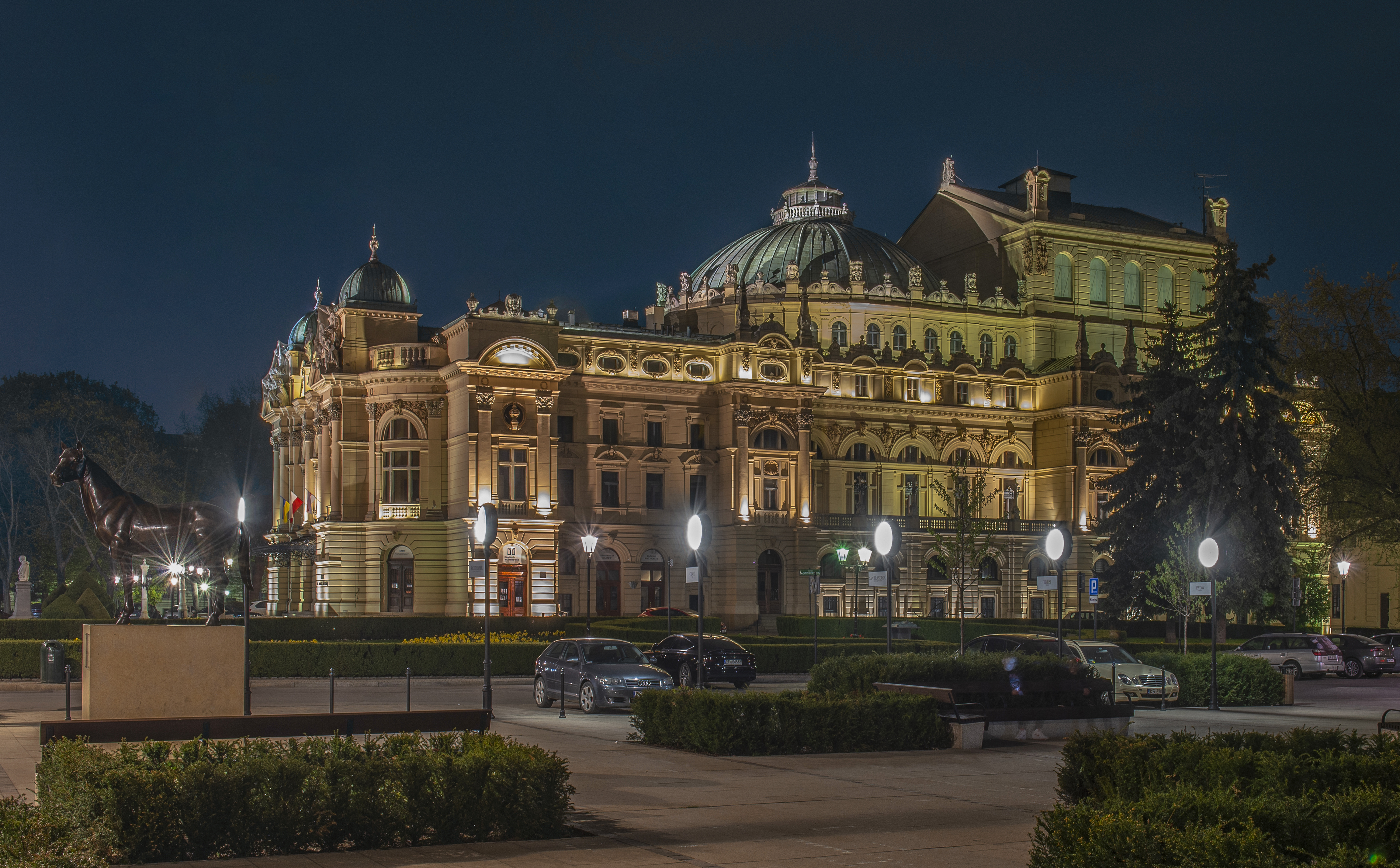
Juliusz-Słowacki-Theater, Spielstätte bis 2008

Die Opera Krakowska (Oper Krakau) ist ein Opernhaus in Krakau, Polen.

## Geschichte
Die Institution in ihrer heutigen Form wurde 1954 im polnischen Krakau der Nachkriegszeit gegründet, das gegenwärtig benutzte Gebäude wurde 2008 errichtet.
Die Operntradition der Stadt reicht bis ins Jahr 1628 zurück, als das erste vollständige polnische Libretto von einem lokalen Verlag herausgegeben wurde.
Im März 1782 erfolgte die erste vollwertige Opernaufführung in Krakau.
Die Krakauer Oper veranstaltet jedes Jahr 200 Aufführungen, darunter Ballett, Operetten und Musicals für junge Leute, mit einer Zuschauerauslastung von 98 %. Das Hauptrepertoire der Krakauer Oper umfasst sowohl internationale als auch polnische Opernklassiker und hält ihren Status als eine der führenden Opernkompanien des Landes.